# Baumtunnel

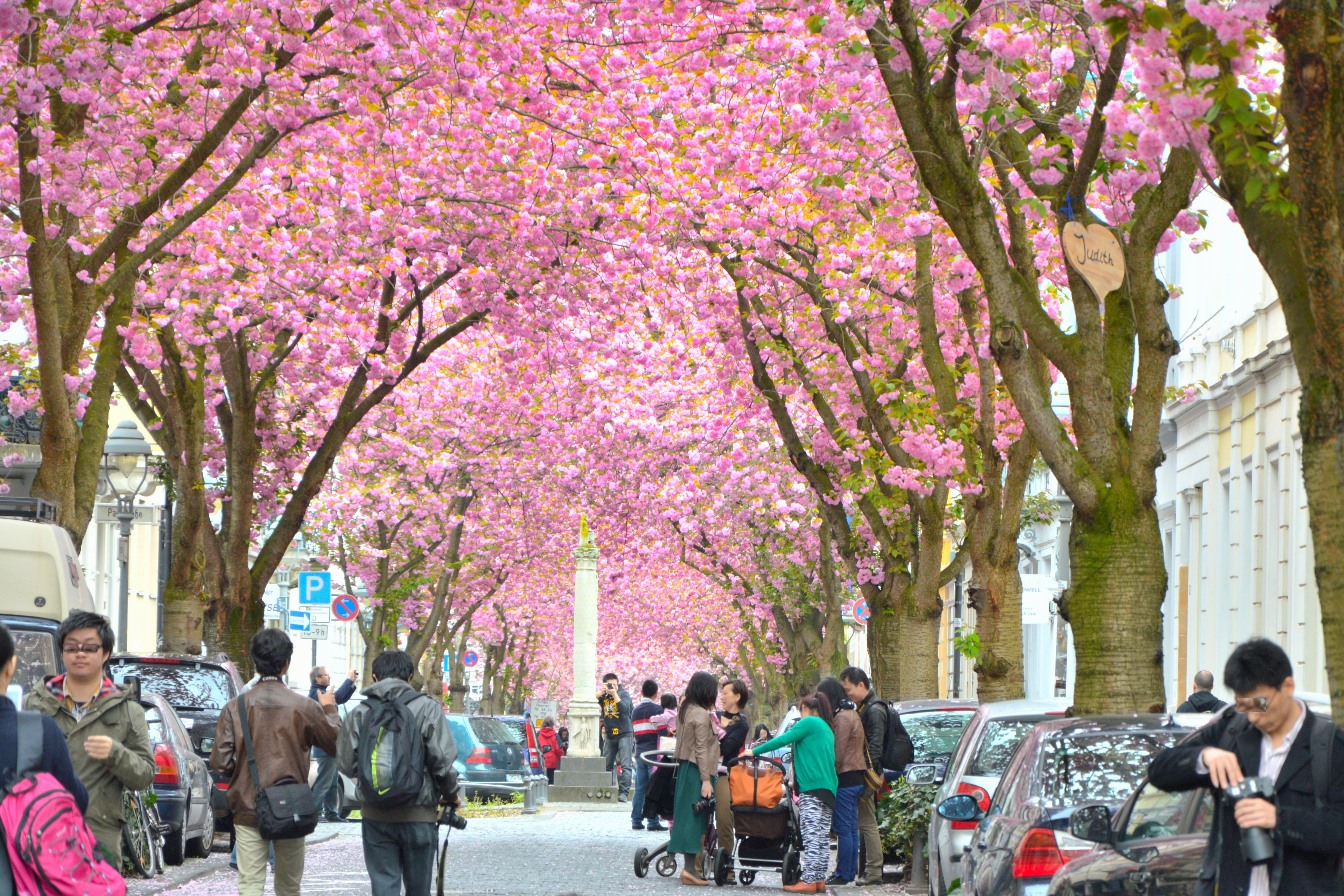
Baumtunnel aus Kirschbäumen in der Herrstraße in Bonn

Ein Baumtunnel ist ein tunnelförmiges Gebilde, das durch spezifisch geformte Äste von Bäumen entsteht. Dabei überspannen die Äste einen Weg oder eine Straße von beiden Seiten wie ein Baldachin. Der Tunnel-Effekt kann geplant durch eine von Bäumen gesäumte Allee gestaltet werden, aber auch zufällig durch zwei Bäume beidseits eines Weges entstehen.
Baumtunnel sind bei Fotoamateuren ein beliebtes Motiv.

## Galerie

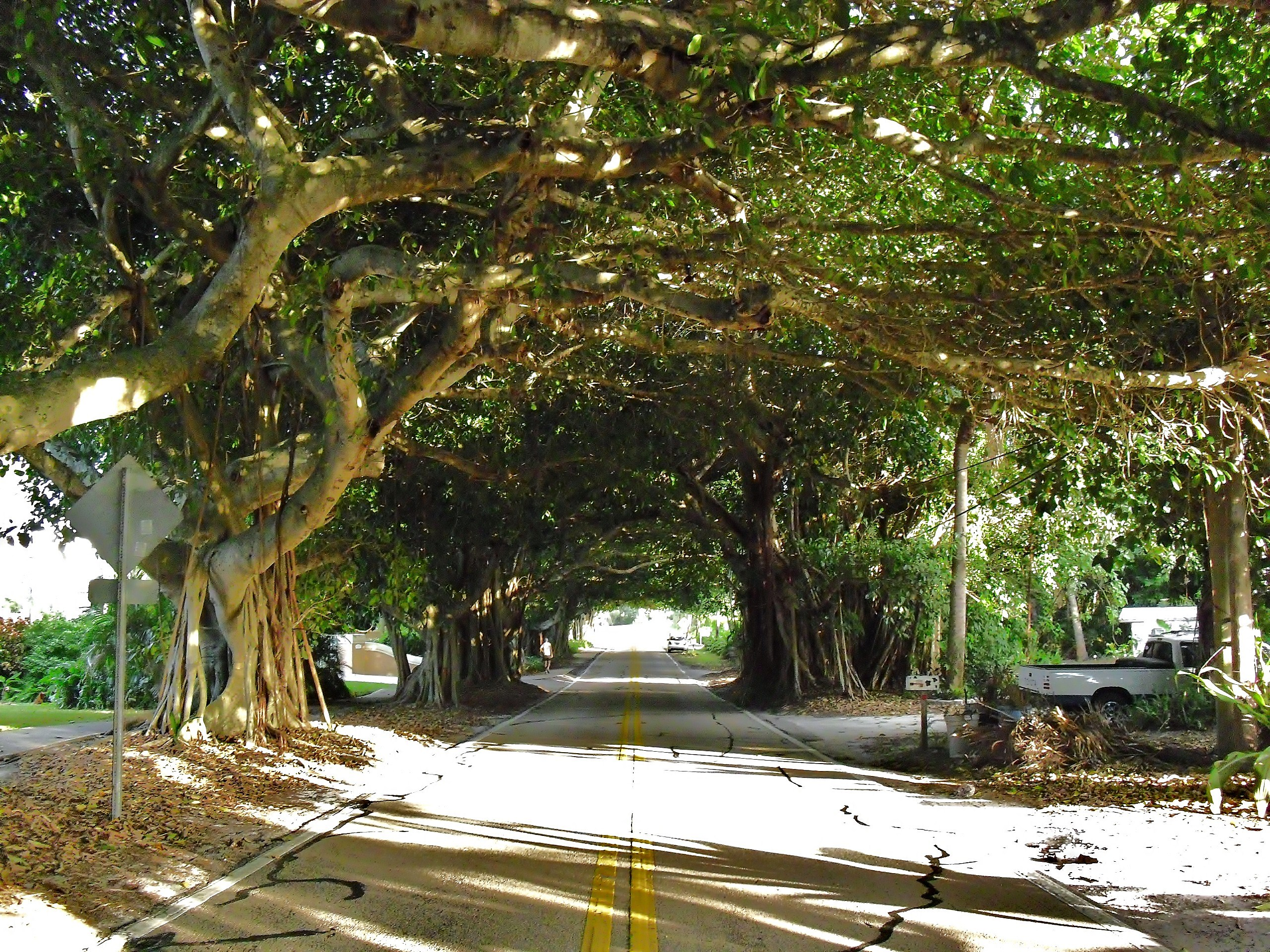
Straße in Coral Gables, Florida
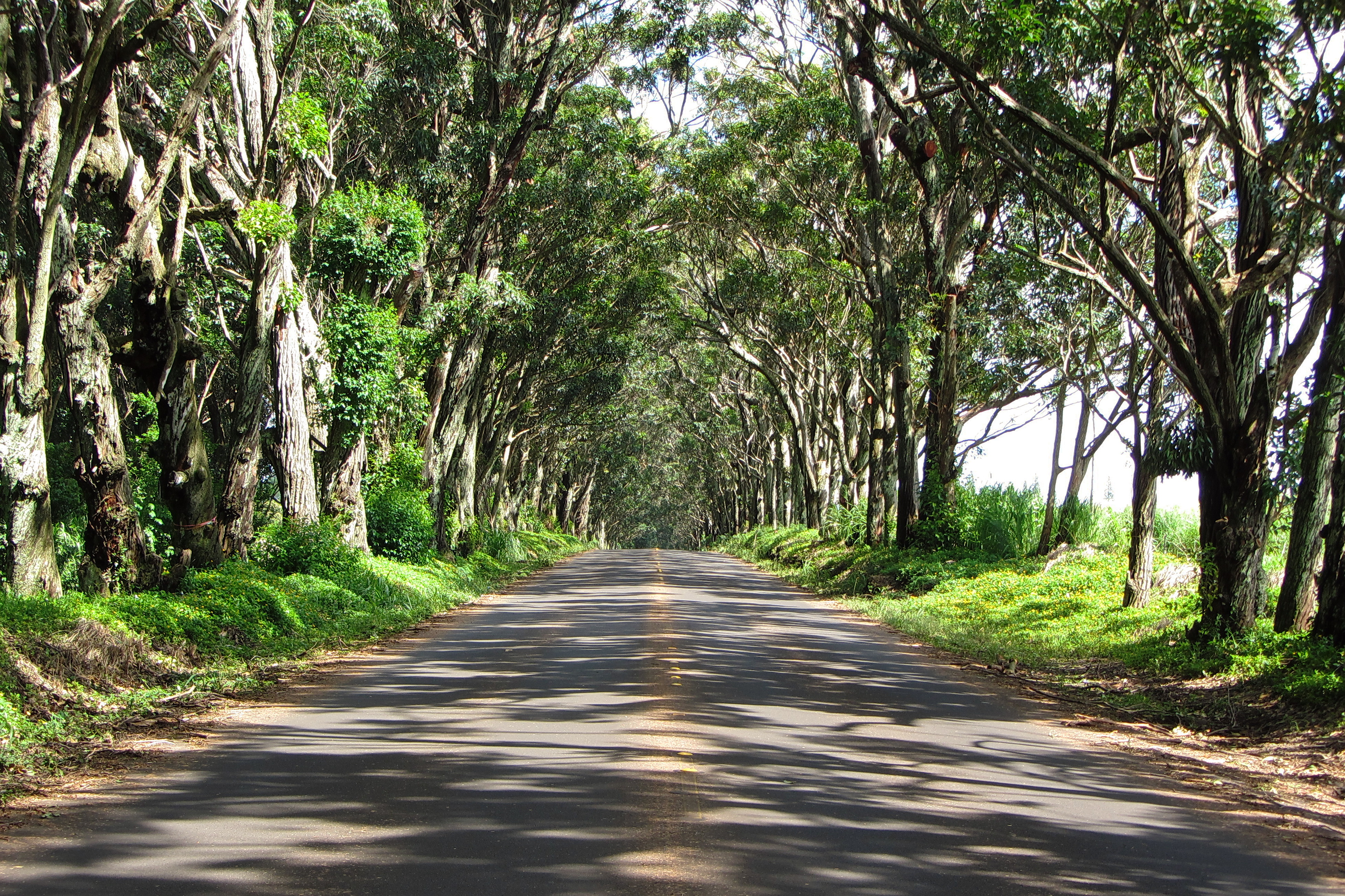
Baumtunnel in Kōloa, Hawaii
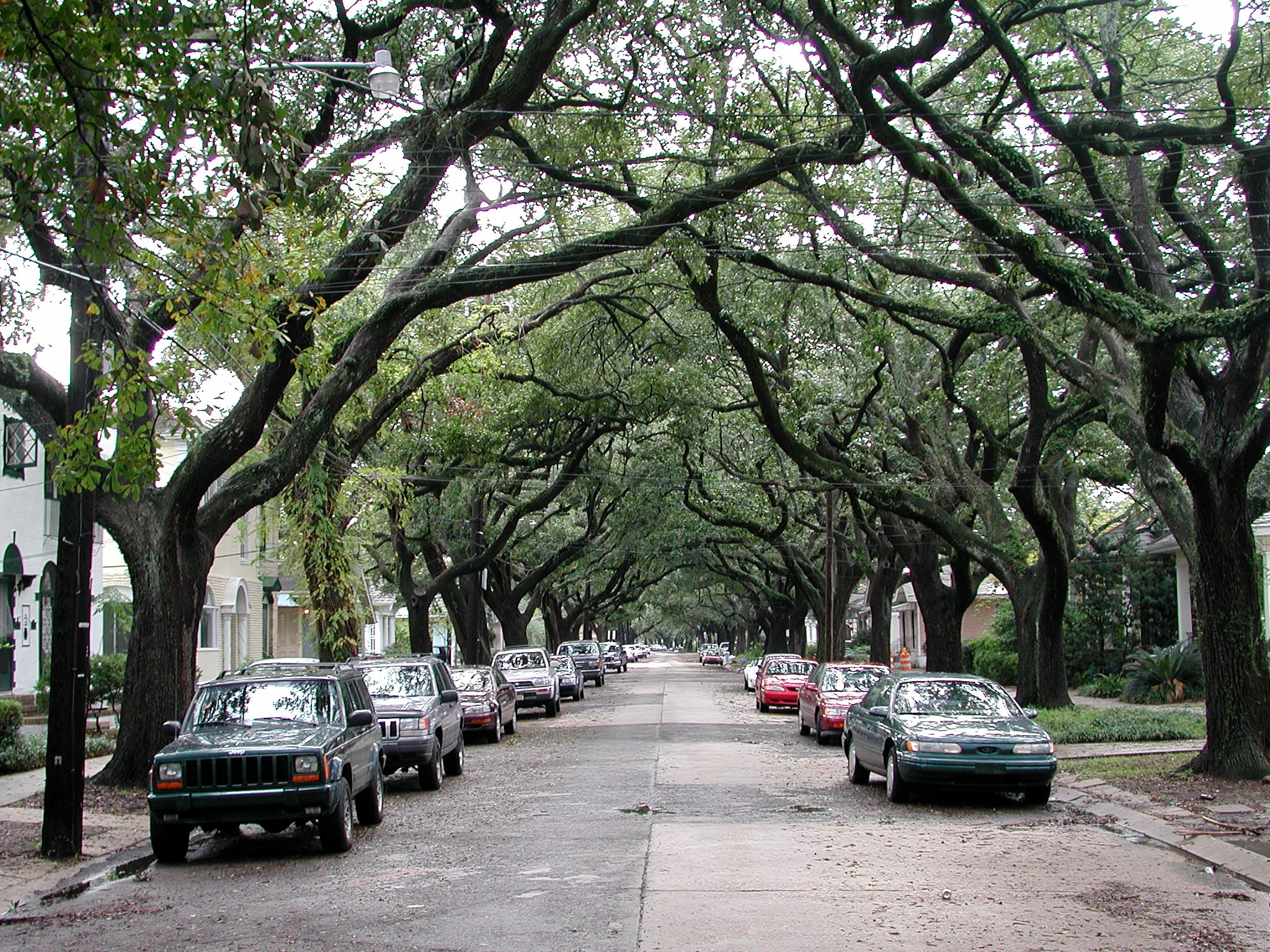
Straße in New Orleans
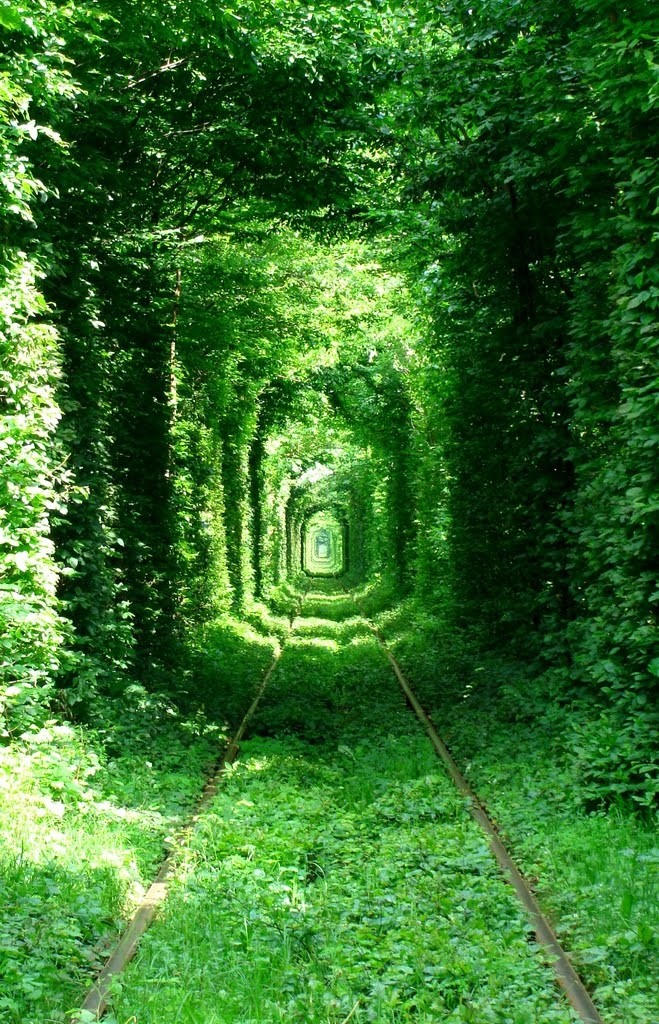
Baumtunnel entlang einer Bahntrasse, Klewan, Ukraine
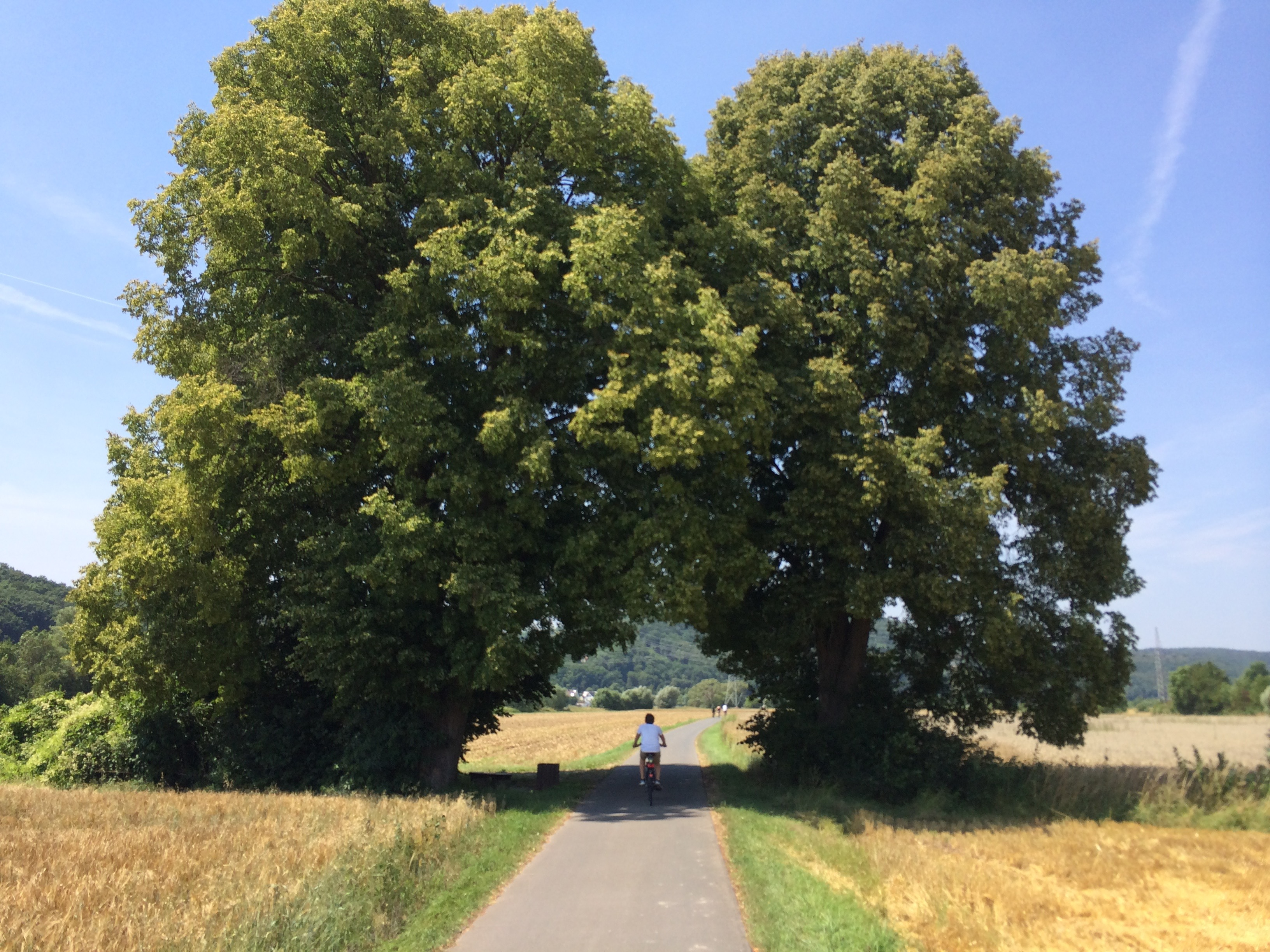
Natürlicher Baumtunnel in Bayern
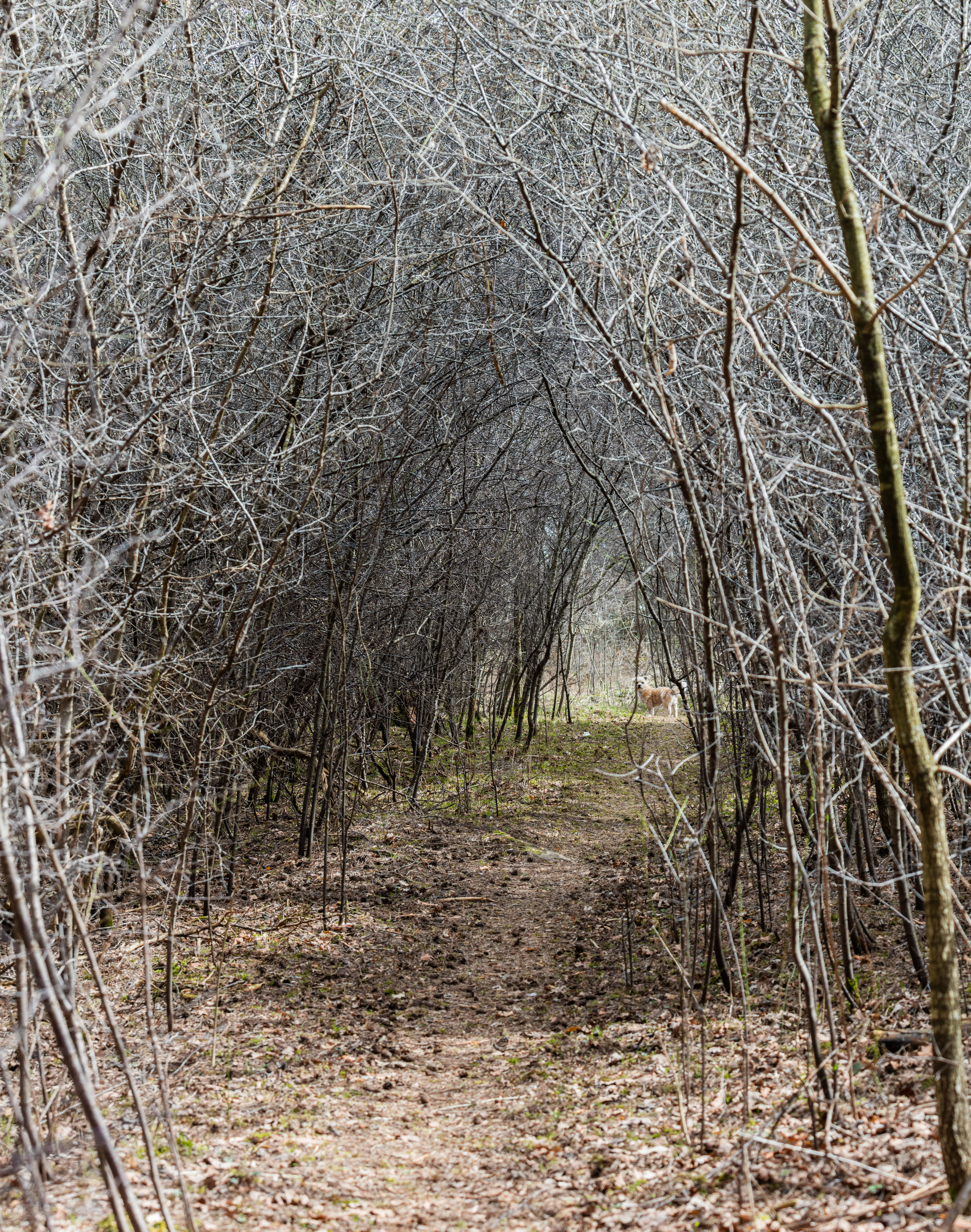
Hartelholz, München